# Rhodiola calliantha
Rhodiola calliantha là một loài thực vật có hoa trong họ Crassulaceae. Loài này được (H. Ohba) H. Ohba miêu tả khoa học đầu tiên năm 1976.